# Chapelle des Pénitents Blancs du Puy-en-Velay
Pour les articles homonymes, voir Chapelle des Pénitents blancs.
La chapelle des Pénitents Blancs du Puy-en-Velay est un monument situé dans la ville du Puy-en-Velay dans le département de la Haute-Loire.
La chapelle des Pénitents Blancs est classée au titre des monuments historiques par arrêté du 2 octobre 1989.

## Description

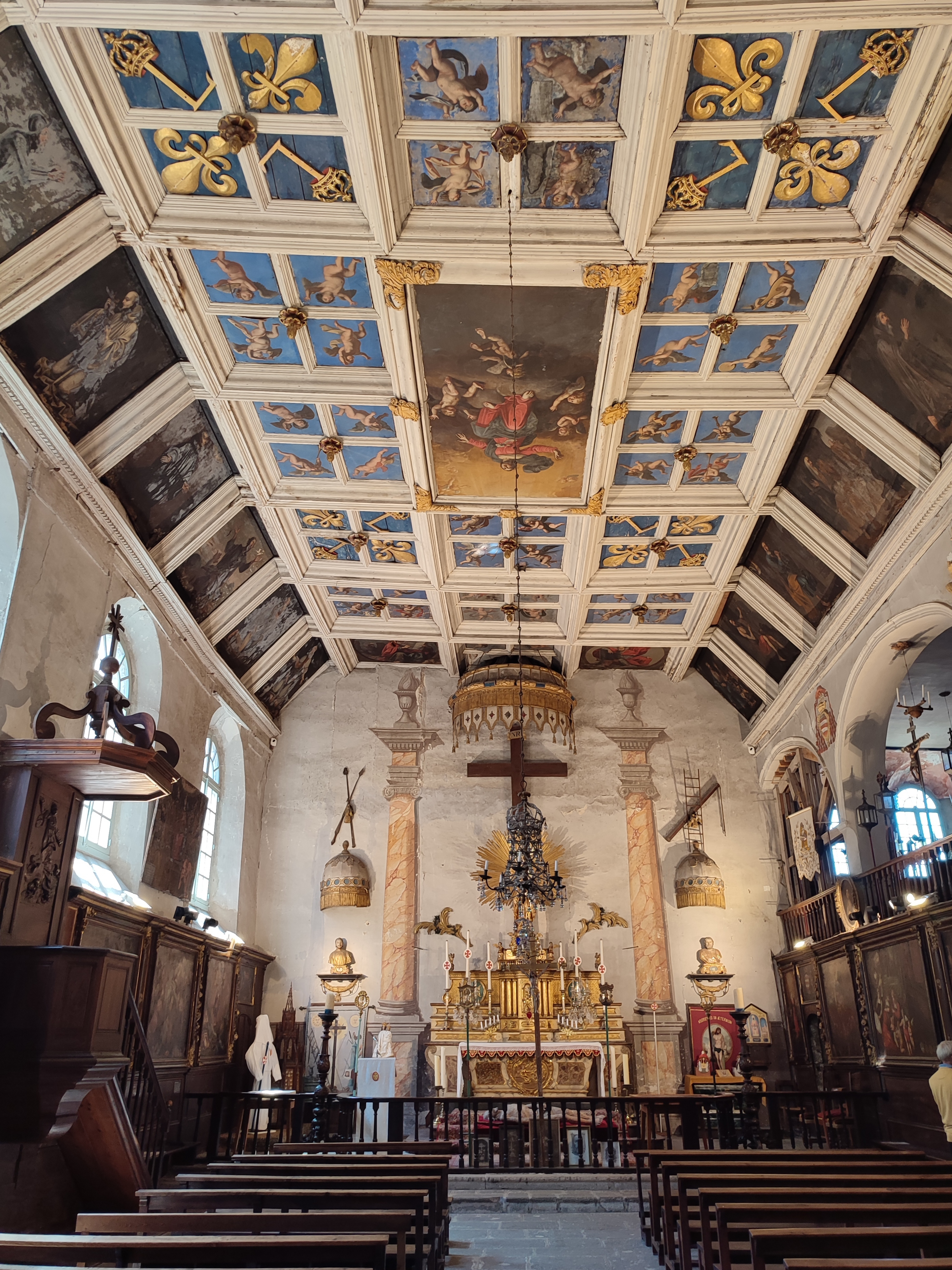
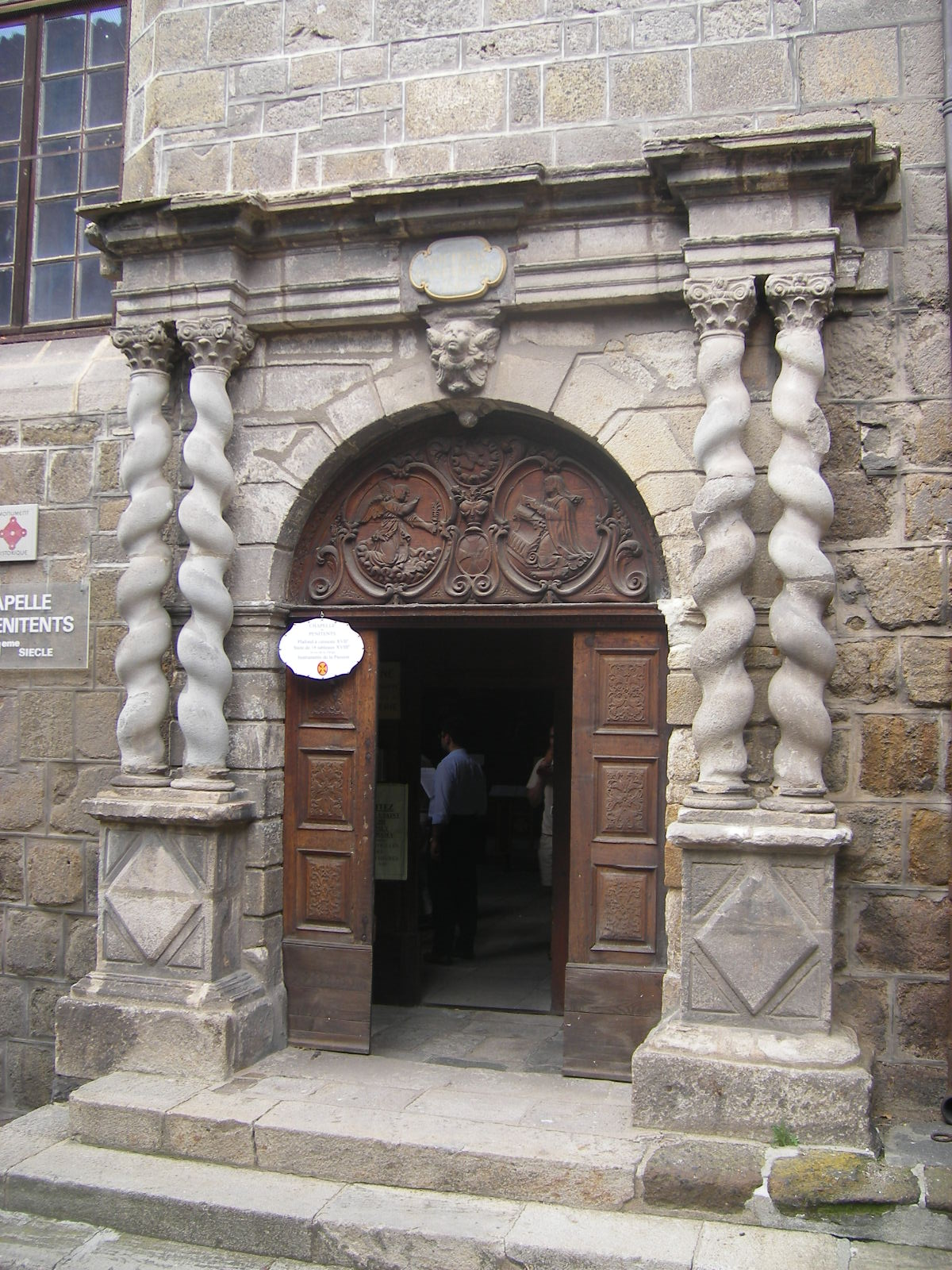
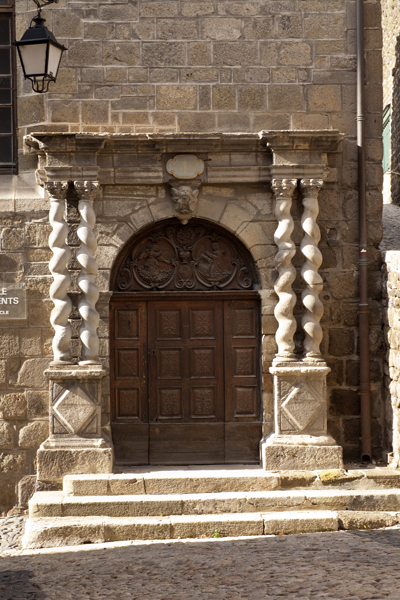

Dans un oratoire figure une Mise au tombeau de Dominique Kaeppelin.